# Giampiero Mughini
Giampiero Giovanni Mughini (Catania, 16 aprile 1941) è un giornalista, scrittore, opinionista e personaggio televisivo italiano.

Firma

Già direttore responsabile del periodico Lotta Continua del movimento politico Lotta Continua durante la campagna contro Luigi Calabresi, dagli anni novanta fu lanciato come ospite da Maurizio Mosca nel programma sportivo L'appello del martedì e ottenne poi la partecipazione fissa a Controcampo.

## Biografia
Nasce a Catania da madre siciliana e padre toscano originario di Marradi, che di lavoro fa il commercialista. Dopo la separazione dei genitori, avvenuta quando è ancora nella pre-adolescenza (12-13 anni), Mughini vive con la madre, i due fratelli ed i nonni materni. L'amore per i libri si accende quando riceve, come regalo di compleanno, «sei-sette romanzi di Emilio Salgari». Si forma nel capoluogo etneo dove, nel dicembre 1963, fonda una rivista giovanile, Giovane Critica (1963-1973). Dopo aver conseguito la maturità classica, s'iscrive all'Università "La Sapienza" di Roma. Partecipa alle manifestazioni studentesche del maggio 1968 a Parigi, mentre fa il lettore di italiano al Lycée Hoche di Versailles. 
Tornato in Italia, è tra i fondatori del periodico Il Manifesto (1969), ma l'abbandona dopo soli tre mesi per incompatibilità con i colleghi.

Giampiero Mughini nel 1987

Nel gennaio del 1970 lascia definitivamente Catania e si trasferisce a Roma, dove in giugno si laurea in Lingue e letterature straniere moderne con una tesi in letteratura francese (voto 110/110 e lode). Quindi avvia la carriera di giornalista iniziando a muovere i primi passi nel quotidiano Paese Sera.
È stato direttore responsabile di Lotta Continua, giornale dell'omonimo movimento della sinistra extraparlamentare, che lascia nel 1971. Per la direzione di LC subisce vari processi e condanne pur non condividendo le posizioni estreme della redazione e non facendone mai parte; molti intellettuali prestarono infatti il loro nome alla direzione del giornale per soddisfare il requisito di legge che rende necessaria, per la pubblicazione, la presenza di un direttore iscritto all'albo dei professionisti. Nel 1975 pubblica il suo primo libro, Il revisionismo socialista. Antologia di testi, 1955-1962. Nel 1978 lascia Paese Sera, dov'era redattore agli interni. È chiamato da Nanni Moretti a interpretare la parte di un intellettuale nel film Ecce bombo (1978) e di un cinico presentatore televisivo in Sogni d'oro (1981).
Negli anni ottanta matura la decisione di separarsi dagli ambienti di quella sinistra che ha segnato quasi vent'anni della sua militanza politica, sancendola con un pamphlet dal titolo Compagni, addio. Lettera aperta alla Sinistra. Anni dopo criticherà duramente Lotta continua nel libro Gli anni della peggio gioventù. L'omicidio Calabresi e la tragedia di una generazione, uscito nel 2009. Con riferimento all'omicidio Calabresi denuncerà l'ipocrisia innocentista di intellettuali e giornalisti nei confronti di Adriano Sofri, pur non ritenendo provata la sua colpevolezza. In seguito sosterrà l'estraneità degli ex terroristi neofascisti Valerio Fioravanti e Francesca Mambro nella strage di Bologna. Risale al 1980 il documentario Nero è bello della trasmissione Primo piano in onda su Rai Due, di cui è autore. È uno storico reportage nel quale Giampiero Mughini esplora gli ambienti giovanili, i circoli intellettuali e i sodalizi della destra neofascista italiana, con puro spirito giornalistico d'indagine e conoscenza, senza demonizzazione dei relativi esponenti.
Collabora per alcuni anni a L'Europeo e, dal 1987, a Panorama, dove raggiunge la posizione di inviato speciale. Il rapporto con Panorama si conclude in maniera non conciliante nel 2005 con l'arrivo del nuovo direttore Pietro Calabrese. Nello stesso periodo Mughini scrive numerosi libri e collabora con il quotidiano Il Foglio di Giuliano Ferrara, sul quale cura per un certo periodo di tempo la rubrica quotidiana chiamata "Uffa!".
Nel 1987 si fa conoscere dal grande pubblico televisivo per la sua partecipazione come ospite fisso alla trasmissione Ieri, Goggi e domani. Negli anni novanta, pungenti e coloriti sono i suoi interventi nel salotto del Maurizio Costanzo Show e a L'appello del martedì. Dal 1998 la sua popolarità cresce per la presenza fissa al programma televisivo Controcampo, in onda dapprima su Italia 1 e poi su Rete 4, dove si distingue per ironia e vivacità. Rimane nella squadra della trasmissione sino al 2010. Dal 2001 al 2003 è ospite fisso della trasmissione sportiva Calcio D’Autore condotta da Giovanni Lacagnina su Stream TV. Nel 2006 partecipa a Controcampo - Ultimo minuto, versione pomeridiana della trasmissione. Grande tifoso della Juventus, alla squadra del cuore dedica tre dei suoi libri.
Nel 2006 vince il Premio Cimitile, nella sezione di saggistica, con l'opera E la donna creò l'uomo, edito dalla Arnoldo Mondadori Editore. Lo stesso anno venne operato per un tumore alla prostata, di cui parlerà pubblicamente nel 2008. Nel maggio 2007 il Consiglio regionale dell'Ordine dei giornalisti del Lazio lo ha radiato dall'albo per aver scritto due articoli pur essendo stato sospeso a causa di uno spot di telefonini; da allora, non è più giornalista professionista, ma freelance. Nonostante ciò, Vittorio Feltri lo ha voluto nella redazione del suo quotidiano Libero, da dove è stato licenziato nel 2014.
Nel 2008 fa parte del cast del film L'allenatore nel pallone 2, di Sergio Martino, dove interpreta se stesso. Nel 2010 è membro della giuria nel programma Il più grande (italiano di tutti i tempi), condotto da Francesco Facchinetti su Rai 2. Nello stesso anno conclude la propria partecipazione a Controcampo, che lo ha visto ospite fisso per dodici anni consecutivi. Nel 2010 ha vinto il premio "San Fele d'oro" per la televisione. Dal 2013 è opinionista e ospite fisso del talk show calcistico Tiki Taka - Il calcio è il nostro gioco, condotto da Pierluigi Pardo su Italia 1. Nel 2015 invece è opinionista e ospite fisso nel programma di Rai 1 condotto da Salvo Sottile ed Eleonora Daniele, Estate in diretta, spin off del più celebre La vita in diretta. Nel 2022 partecipa come concorrente al programma di Rai1 Ballando con le stelle insieme alla ballerina Veera Kinnunen. 
Vive a Roma e nella sua casa ha una collezione di oggetti in stile liberty e, tra l'altro, di fotografie d'epoca, tavole autentiche di famosi illustratori italiani del Novecento, e ventimila libri, di cui duemila molto rari: tra essi la prima edizione di Canti Orfici (1914) di Dino Campana e di Ossi di seppia (1925) di Eugenio Montale. Aveva anche una collezione di 775 pezzi, contenente volumi, riviste e poster originali del futurismo, venduta poi a una libreria antiquaria, a espositori e a collezionisti privati. È iscritto all'associazione Nessuno tocchi Caino, gruppo contro la pena di morte legato al Partito Radicale.
È stato ospite fisso a Stasera Italia su Rete 4.

## Vita privata
È sposato con Michela Pandolfi. Non ha figli. È ateo.

## Opere
- Il revisionismo socialista. Antologia di testi, 1955-1962, a cura di, Mondoperaio, Roma, 1975.
- Il Mezzogiorno negli anni della Repubblica, a cura di, Mondoperaio-Avanti!, Roma, 1975.
- Il piccolo sinistrese illustrato, con Paolo Flores d'Arcais, SugarCo, Milano, 1977.
- Gli intellettuali e il caso Moro, Feltrinelli, Milano, 1978.
- Compagni, addio. Lettera aperta alla sinistra, Mondadori, Milano, 1987, ISBN 88-04-30052-3.
- Ferrara, con furore. Storia di un comunista borghese e della sua famiglia, interrogazione a Maurizio Ferrara, Leonardo, Milano, 1990, ISBN 88-355-0042-7.
- A via della Mercede c'era un razzista. Pittori e scrittori in camicia nera, un giornalista maledetto e dimenticato, lo strano "caso" di Telesio Interlandi, Milano, Rizzoli, 1991, ISBN 88-17-84100-5. Nuova prefazione dell'Autore, Collana Specchi, Marsilio, Venezia, 2019, ISBN 978-88-297-0023-3.
- Dizionario sentimentale, Rizzoli, Milano, 1992, ISBN 88-17-84164-1.
- La ragazza dai capelli di rame, Rizzoli, Milano, 1993, ISBN 88-17-66457-X.
- Manifesti italiani dall'art nouveau al futurismo, 1895-1940, a cura di e con Maurizio Scudiero, Nuova arti grafiche Ricordi, Milano, 1997.
- Il manifesto pubblicitario italiano. Da Dudovich a Depero, 1890-1940, a cura di e con Maurizio Scudiero, Nuova arti grafiche Ricordi, Milano, 1997.
- Il grande disordine. I nostri indimenticabili anni Settanta, Mondadori, Milano, 1998, ISBN 88-04-43254-3.
- Pino Settanni. La memoria le immagini, testi con Simona Argentieri, Pieraldo Editore, Roma, 1998. ISBN 88-85386-41-5
- Un secolo d'amore. Arte, bellezza e desiderio da Picasso a Marilyn, Mondadori, Milano, 1999, ISBN 88-04-45896-8.
- Sorpresi nella luce americana, con Franco Fontana, 24 Ore Cultura, 1999, ISBN 88-7179-241-6.
- L'invenzione del '900, Vallecchi, Firenze, 2001, ISBN 88-8427-091-X.
- La mia generazione. Le idee, i personaggi, i sogni di una casa a Trinità dei Pellegrini, Mondadori, Milano, 2002, ISBN 88-04-50344-0.
- Boccasile, con Maurizio Scudiero, RAS, Milano, 2003.
- Un sogno chiamato Juventus. Cento anni di eroi e vittorie bianconere, Mondadori, Milano, 2003. ISBN 88-04-51260-1
- (con Maurizio Scudiero), Depero deco. 109 disegni inediti per arazzi, cuscini e pubblicità, 1918-1932, Studio 53 arte, Trento, 2003.
- La Sicilia negli occhi, con Edith de Hody Dzieduszycka e Antonio Ducci, Editori Riuniti, Roma, 2004, ISBN 88-359-5615-3.
- Che belle le ragazze di via Margutta. I registi, i pittori e gli scrittori che fecero della Roma degli anni Cinquanta la capitale del mondo, Mondadori, Milano, 2004, ISBN 88-04-52650-5.
- Un disastro chiamato Seconda Repubblica. Miti, protagonisti e soubrette di un'Italia che declina, Mondadori, Milano, 2005, ISBN 88-04-54390-6.
- Marca-Relli, a cura di e con Giuseppe Niccoli, Brescia, LAC - Lagorio Arte contemporanea-Shin, 2006.
- Francesco De Molfetta. "Frankie goes to Hollywood". Reggio Emilia, 7 ottobre-14 novembre 2006, con Marisa Vescovo, Reggio Emilia, 2000 & Novecento, 2006.
- E la donna creò l'uomo. Lettera d'amore a BB, Mondadori, Milano, 2006, ISBN 88-04-55335-9.
- Sex Revolution. Muse, eroi, tragedie di un'avventura che ha cambiato il mondo, Mondadori, Milano, 2007, ISBN 978-88-04-56667-0.
- Juve. Il sogno che continua, Mondadori, Milano, 2008, ISBN 978-88-04-57594-8.
- Gli anni della peggio gioventù. L'omicidio Calabresi e la tragedia di una generazione, Milano, Mondadori, Milano, 2009. ISBN 978-88-04-59211-2.
- La collezione. Un bibliofolle racconta i più bei libri italiani del Novecento, Einaudi, Torino, 2009, ISBN 978-88-06-19610-3.
- Nobuyoshi Araki. Tokio nostalgia, con Ettore Sottsass, Photology, 2010, ISBN 88-88359-56-7.
- Pinocchio, di Carlo Collodi e Ferenc Pinter con interventi di Antonio Pinter, Lo Scarabeo Edizioni, 2011, ISBN 978-88-6527-119-3.
- In una città atta agli eroi e ai suicidi. Trieste e il "caso" Svevo, Bompiani, Milano, 2011, ISBN 978-88-452-6684-3.
- Addio, gran secolo dei nostri vent'anni, Bompiani, 2012, ISBN 978-88-452-7044-4.
- Una casa romana racconta. Libri, donne, amici perduti, le tracce di una vita, Bompiani, Milano, 2013, ISBN 978-88-452-7559-3.
- La stanza dei libri. Come vivere felici senza Facebook Instagram e followers, Bompiani, Milano, 2016, ISBN 978-88-452-8237-9.
- Sempre una gran Signora. Lettera d'amore alla nuova Juventus, Mondadori, Milano, 2017.
- Che profumo quei libri. La biblioteca ideale di un figlio del Novecento, Bompiani, Milano, 2018.
- Era di maggio. Cronache di uno psicodramma, Marsilio, Venezia, 2018.
- Memorie di un rinnegato, Milano, Bompiani, 2019, ISBN 978-88-452-9992-6.
- Uffa: Cartoline amare da un tempo in cui accadde di tutto, Marsilio, Venezia, 2020.
- Nuovo dizionario sentimentale: Delusioni, sconfitte e passioni di una vita, Marsilio, Venezia, 2021.
- Il Muggenheim. Quel che resta di una vita, Bompiani, Milano, 2022, ISBN 978-88-301-0576-8.
- I rompicazzi del Novecento. Piccola guida eterodossa al pensiero pericoloso, Marsilio editori, Venezia, 2022. ISBN 978-88-297-1616-6
- Controstoria dell'Italia, Bompiani, Milano, 2024, ISBN 9788830108417

## Collaborazione a giornali e riviste
- Giovane Critica – Fondatore e direttore
- Paese Sera (1970-settembre 1978)
- Il Manifesto – Fondatore
- Lotta Continua – Direttore responsabile
- L'Astrolabio
- Reporter
- L'Europeo
- Panorama
- Il Foglio
- Libero
- Dagospia

## Filmografia

### Cinema
- Ecce bombo, regia di Nanni Moretti (1978)
- Sogni d'oro, regia di Nanni Moretti (1981)
- L'allenatore nel pallone 2, regia di Sergio Martino (2008)
- Porno e libertà, regia di Carmine Amoroso (2016) – Documentario
- Io ricordo, Piazza Fontana, regia di Francesco Miccichè (2019) – Documentario
- Lotta Continua, regia di Tony Saccucci (2022) – Documentario

## Programmi televisivi
- Ieri, Goggi e domani
- L'appello del martedì
- Maurizio Costanzo Show
- Momenti di gloria
- Calcio D'Autore
- Controcampo
- Chef per un giorno
- Tiki Taka - Il calcio è il nostro gioco
- Estate in diretta - Opinionista
- La vita in diretta - Opinionista
- Quelli della luna - Conduttore
- Stasera Italia - Ospite ricorrente
- Pressing - Prima serata
- Che tempo che fa - Ospite ricorrente
- Pressing
- Stand Up! Comici in prova (NOVE, 2021)
- Ballando con le stelle (Rai1, 2022) - concorrente
- Alessandro Borghese - Celebrity Chef (TV8, 2022) - concorrente
- Grande Fratello (Canale 5, 2023) -concorrente

## Riconoscimenti
- Premio Cimitile[22]
  - 2006 – Premio sezione saggistica per E la donna creò l'uomo
- Premio San Fele d'Oro[23]
  - 2010 – Premio alla televisione